# Obory (powiat piaseczyński)

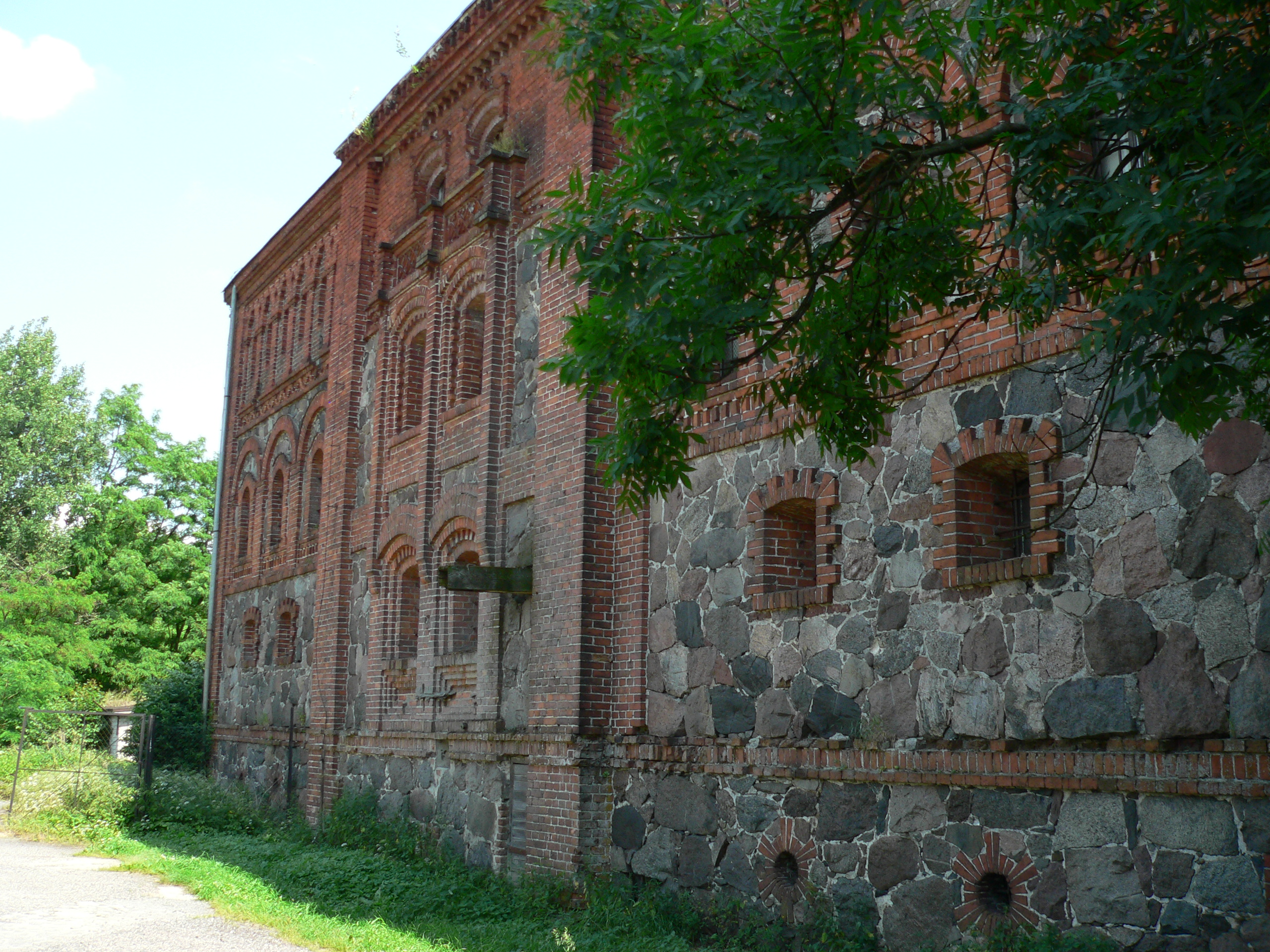
Dawny budynek spichlerza w majątku Obory

Obory – wieś sołecka w Polsce położona w województwie mazowieckim, w powiecie piaseczyńskim, w gminie Konstancin-Jeziorna. Leży na terenie mikroregionu etnograficznego Urzecze.
| SIMC    | Nazwa   | Rodzaj |
| ------- | ------- | ------ |
| 0003932 | Imielin | osada  |

W latach 1975–1998 miejscowość należała administracyjnie do województwa warszawskiego.

## Pochodzenie nazwy
Nazwa wsi pojawia się po raz pierwszy w dokumencie z roku 1407, w którym właściciel tych terenów zostaje określony jako Stanisław Pirzchała z Obór. Rządzący dobrami Oborscy nazwisko to przejęli od nazwy swojej posiadłości. Pochodziło ono najprawdopodobniej od określenia „obora” – „miejsce, gdzie trzyma się bydło”. 
Inna teoria mówi o oboraniu terenu otaczającego skarpę wiślaną gdy rzeka cofnęła się ze swej pradoliny. Najpierw obszar ten był określany jako Oborane, a następnie Obory.

## Historia
W XV i XVI wieku własność rodziny Oborskich. W 1643 r. właścicielem stała się rodzina Koniecpolskich (również folwarku Chabzinek). Od 1653 r. w posiadaniu ich był Jan z Wielopola, wojewoda krakowski. Wybudował on w miejscu starszego drewnianego dworu nowy w stylu barokowym (1681–1688). W 1688 r. dziedzicem dóbr stał się jego syn Franciszek, a następnie jego synowie: Jan, Karol i Hieronim. Pod zarządem Hieronima majątek tętnił życiem: uruchomiony został cieszący się wzięciem browar oraz dokonano rozbudowy dworu. Kolejnym właścicielem był m.in. hrabia Kasper Potulicki herbu Grzymała.
Z Obór wywodził się starosta piaseczyński Stanisław Oborski. Folwark i dobra w 1877 r. należały do gminy Jeziorna, zamieszkiwało tu według spisu 349 osób, były 2 wiatraki, wydobywano torf, hodowano bydło i ok. 2 tys. owiec. W latach 1896–1899 zbudowano cegielnię.
Potuliccy posiadali dobra do 1944 r. Po II wojnie w zespole dworskim znajdował się Dom Pracy Twórczej Związku Literatów Polskich. W 2015 dwór wrócił do rąk spadkobierców przedwojennych właścicieli.

## Zabytki
- Dwór w Oborach – wybudowany w miejscu pierwotnego drewnianego dworu, wzniesiony w latach 1681–1688 przez Jana z Wielopola. Zamieszkała w nim siostra królowej Marysieńki. Po 1751 r. dwór przebudowano, restaurowano w latach 1785–1791 i po raz kolejny przebudowano w 1893 r. pod kierunkiem Władysława Marconiego. Obecnie jest to budynek murowany, parterowy, z mieszkalnym poddaszem. Posiada układ wnętrz dwutraktowy, z holem, sienią, klatką schodową na osi;
- oficyna podworska wzniesiona w połowie XVIII wieku staraniem Hieronima Wielkopolskiego, restaurowana przez Potulickich;
- dawna stajnia wzniesiona w drugiej połowie XVIII wieku, przebudowana na mieszkanie i pomieszczenia gospodarcze;
- park krajobrazowy z XVIII wieku, przekomponowany po 1945 r., z pomnikami przyrody;
- budynki gospodarcze z XIX wieku: (czworaki, gorzelnia, browar, magazyn zbożowy).